# Rallye de Catalogne 2010
Le Rallye de Catalogne 2010 est le 12e rallye du championnat du monde des rallyes 2010.

## Résultats
| Rang              | Pilote             | Copilote          | Numéro            | Voiture              | Écurie                   | Temps             | Écart             | Points            |
| Toutes catégories | Toutes catégories  | Toutes catégories | Toutes catégories | Toutes catégories    | Toutes catégories        | Toutes catégories | Toutes catégories | Toutes catégories |
| ----------------- | ------------------ | ----------------- | ----------------- | -------------------- | ------------------------ | ----------------- | ----------------- | ----------------- |
| 1.                | Sébastien Loeb     | Daniel Elena      | 1                 | Citroën C4 WRC       | Citroën Total WRT        | 3 h 32 min 59 s 7 |                   | 25                |
| 2.                | Petter Solberg     | Chris Patterson   | 11                | Citroën C4 WRC       | Petter Solberg WRT       | 3 h 33 min 35 s 0 | 35 s 3            | 18                |
| 3.                | Dani Sordo         | Diego Vallejo     | 2                 | Citroën C4 WRC       | Citroën Total WRT        | 3 h 33 min 40 s 8 | 41 s 1            | 15                |
| 4.                | Jari-Matti Latvala | Miikka Anttila    | 4                 | Ford Focus RS WRC 09 | BP Ford Abu Dhabi WRT    | 3 h 34 min 19 s 2 | 1 min 19 s 5      | 12                |
| 5.                | Mikko Hirvonen     | Jarmo Lehtinen    | 3                 | Ford Focus RS WRC 09 | BP Ford Abu Dhabi WRT    | 3 h 39 min 32 s 6 | 6 min 32 s 9      | 10                |
| 6.                | Matthew Wilson     | Scott Martin      | 5                 | Ford Focus RS WRC 08 | M-Sport Stobart Ford WRT | 3 h 41 min 17 s 3 | 8 min 17 s 6      | 8                 |
| 7.                | Khalid Al Qassimi  | Michael Orr       | 12                | Ford Focus RS WRC 09 | BP Ford Abu Dhabi WRT    | 3 h 46 min 05 s 4 | 13 min 05 s 7     | 6                 |
| 8.                | Henning Solberg    | Stéphane Prévot   | 17                | Ford Fiesta S2000    | M-Sport Stobart Ford WRT | 3 h 46 min 10 s 9 | 13 min 11 s 2     | 4                 |
| 9.                | Ken Block          | Alex Gelsomino    | 43                | Ford Focus RS WRC 08 | M-Sport Stobart Ford WRT | 3 h 49 min 00 s 9 | 16 min 01 s 2     | 2                 |
| 10.               | Sébastien Ogier    | Julien Ingrassia  | 7                 | Citroën C4 WRC       | Citroën Junior Team      | 3 h 50 min 23 s 8 | 17 min 24 s 1     | 1                 |

## Spéciales chronométrées
| Étape          | Spéciale | Heure   | Nom                | Distance | Vainqueur       | Temps         | Leader         |
| -------------- | -------- | ------- | ------------------ | -------- | --------------- | ------------- | -------------- |
| 1 (22 octobre) | SS1      | 08 h 53 | Terra Alta 1       | 35,94 km | Sébastien Loeb  | 24 min 17 s 2 | Sébastien Loeb |
| 1 (22 octobre) | SS2      | 09 h 51 | La Ribera d'Ebre 1 | 14,97 km | Petter Solberg  | 11 min 18 s 3 | Sébastien Loeb |
| 1 (22 octobre) | SS3      | 10 h 34 | Les Garrigues 1    | 12,07 km | Sébastien Loeb  | 7 min 22 s 9  | Sébastien Loeb |
| 1 (22 octobre) | SS4      | 14 h 47 | Terra Alta 1       | 35,94 km | Sébastien Ogier | 23 min 42 s 4 | Sébastien Loeb |
| 1 (22 octobre) | SS5      | 15 h 45 | La Ribera d'Ebre 2 | 14,97 km | Petter Solberg  | 11 min 08 s 3 | Sébastien Loeb |
| 1 (22 octobre) | SS6      | 16 h 28 | Les Garrigues 2    | 12,07 km | Sébastien Loeb  | 7 min 25 s 8  | Sébastien Loeb |
| 2 (23 octobre) | SS7      | 09 h 59 | Santa Marina 1     | 26,51 km | Sébastien Loeb  | 15 min 40 s 8 | Sébastien Loeb |
| 2 (23 octobre) | SS8      | 11 h 17 | La Mussara 1       | 20,48 km | Sébastien Loeb  | 11 min 08 s 7 | Sébastien Loeb |
| 2 (23 octobre) | SS9      | 12 h 07 | Riudecanyes 1      | 16,32 km | Sébastien Loeb  | 10 min 22 s 7 | Sébastien Loeb |
| 2 (23 octobre) | SS10     | 14 h 11 | Santa Marina 2     | 26,51 km | Daniel Sordo    | 15 min 45 s 3 | Sébastien Loeb |
| 2 (23 octobre) | SS11     | 15 h 29 | La Mussara 2       | 20,48 km | Sébastien Loeb  | 11 min 09 s 7 | Sébastien Loeb |
| 2 (23 octobre) | SS12     | 16 h 34 | Riudecanyes 2      | 16,32 km | Petter Solberg  | 10 min 22 s 5 | Sébastien Loeb |
| 3 (24 octobre) | SS13     | 08 h 40 | El Priorat 1       | 42,04 km | Daniel Sordo    | 23 min 46 s 4 | Sébastien Loeb |
| 3 (24 octobre) | SS14     | 10 h 09 | La Serra d'Almos 1 | 4,11 km  | Daniel Sordo    | 2 min 34 s 7  | Sébastien Loeb |
| 3 (24 octobre) | SS15     | 12 h 30 | El Priorat 2       | 42,04 km | Daniel Sordo    | 23 min 40 s 6 | Sébastien Loeb |
| 3 (24 octobre) | SS16     | 13 h 59 | La Serra d'Almos 2 | 4,11 km  | Petter Solberg  | 2 min 35 s 2  | Sébastien Loeb |

## Classements au championnat après l'épreuve

### Classement pilotes
| Classement pilotes | Classement pilotes   | Classement pilotes | Classement pilotes | Classement pilotes | Classement pilotes | Classement pilotes | Classement pilotes | Classement pilotes | Classement pilotes | Classement pilotes | Classement pilotes | Classement pilotes | Classement pilotes | Classement pilotes | Classement pilotes |
| Rang               | Pilote               | Rallyes            | Rallyes            | Rallyes            | Rallyes            | Rallyes            | Rallyes            | Rallyes            | Rallyes            | Rallyes            | Rallyes            | Rallyes            | Rallyes            | Rallyes            | Total points       |
| Rang               | Pilote               | SUE                | MEX                | JOR                | TUR                | NZL                | POR                | BUL                | FIN                | GER                | JPN                | FRA                | ESP                | GBR                | Total points       |
| ------------------ | -------------------- | ------------------ | ------------------ | ------------------ | ------------------ | ------------------ | ------------------ | ------------------ | ------------------ | ------------------ | ------------------ | ------------------ | ------------------ | ------------------ | ------------------ |
| 1er                | Sébastien Loeb       | 18                 | 25                 | 25                 | 25                 | 15                 | 18                 | 25                 | 15                 | 25                 | 10                 | 25                 | 25                 | -                  | 251                |
| 2e                 | Sébastien Ogier      | 10                 | 15                 | 8                  | 12                 | 18                 | 25                 | 12                 | 18                 | 15                 | 25                 | 8                  | 1                  | -                  | 167                |
| 3e                 | Jari-Matti Latvala   | 15                 | 10                 | 18                 | 4                  | 25                 | Ab.                | 8                  | 25                 | 12                 | 15                 | 12                 | 12                 | -                  | 156                |
| 4e                 | Petter Solberg       | 2                  | 18                 | 15                 | 18                 | Ab.                | 10                 | 15                 | 12                 | 10                 | 18                 | 15                 | 18                 | -                  | 151                |
| 5e                 | Daniel Sordo         | 12                 | 0                  | 12                 | Ab.                | 10                 | 15                 | 18                 | 10                 | 18                 | 12                 | 18                 | 15                 | -                  | 140                |
| 6e                 | Mikko Hirvonen       | 25                 | 12                 | 0                  | 15                 | 12                 | 12                 | 10                 | Ab.                | Ab.                | 8                  | 10                 | 10                 | -                  | 114                |
| 7e                 | Matthew Wilson       | 6                  | 0                  | 10                 | 6                  | 8                  | 8                  | 2                  | 8                  | 8                  | 0                  | 4                  | 8                  | -                  | 68                 |
| 8e                 | Henning Solberg      | 8                  | 8                  | 2                  | 0                  | 6                  | Ab.                | 1                  | Ab.                | 0                  | 6                  | 2                  | 4                  | -                  | 37                 |
| 9e                 | Federico Villagra    | -                  | 6                  | 6                  | 8                  | 2                  | 4                  | -                  | -                  | -                  | 4                  | 6                  | 0                  | -                  | 36                 |
| 10e                | Kimi Räikkönen       | 0                  | Ab.                | 4                  | 10                 | -                  | 1                  | 0                  | 0                  | 6                  | Ab.                | Ab.                | Ab.                | -                  | 21                 |
| 11e                | Mads Østberg         | 4                  | -                  | -                  | -                  | -                  | 6                  | -                  | 6                  | 0                  | -                  | Ab.                | -                  | -                  | 16                 |
| 12e                | Khalid Al-Quassimi   | 0                  | -                  | -                  | -                  | -                  | 2                  | -                  | Ab.                | 4                  | Ab.                | 0                  | 6                  | -                  | 12                 |
| 13e                | Per-Gunnar Andersson | 1                  | -                  | 0                  | -                  | -                  | 0                  | 6                  | 1                  | 0                  | -                  | -                  | -                  | -                  | 8                  |
| 14e                | Xavier Pons          | -                  | 4                  | 1                  | -                  | 1                  | 0                  | -                  | -                  | 0                  | -                  | 0                  | 0                  | -                  | 6                  |
| 14e                | Jari Ketomaa         | -                  | -                  | 0                  | -                  | 4                  | 0                  | -                  | Ab.                | -                  | 2                  | 0                  | -                  | -                  | 6                  |
| 16e                | Frigyes Turan        | -                  | -                  | -                  | -                  | -                  | -                  | 4                  | -                  | -                  | -                  | Ab.                | -                  | -                  | 4                  |
| 16e                | Juha Kankkunen       | -                  | -                  | -                  | -                  | -                  | -                  | -                  | 4                  | -                  | -                  | -                  | -                  | -                  | 4                  |
| 18e                | Martin Prokop        | 0                  | 2                  | -                  | -                  | 0                  | -                  | -                  | 0                  | 0                  | 1                  | 0                  | -                  | -                  | 3                  |
| 19e                | Dennis Kuipers (en)  | 0                  | -                  | -                  | 2                  | -                  | 0                  | 0                  | Ab.                | 0                  | -                  | -                  | 0                  | -                  | 2                  |
| 19e                | Juho Hanninen        | -                  | -                  | -                  | -                  | -                  | Ab.                | -                  | 2                  | -                  | -                  | -                  | -                  | -                  | 2                  |
| 19e                | Ken Block            | -                  | 0                  | -                  | 0                  | -                  | Ab.                | -                  | -                  | Ab.                | -                  | 0                  | 2                  | -                  | 2                  |
| 19e                | Mark Van Eldik       | -                  | -                  | -                  | -                  | -                  | -                  | -                  | -                  | 2                  | -                  | -                  | -                  | -                  | 2                  |
| 19e                | Patrick Sandell      | -                  | -                  | -                  | -                  | -                  | -                  | -                  | -                  | 1                  | -                  | 1                  | -                  | -                  | 2                  |
| 23e                | Armindo Araujo       | 0                  | 1                  | 0                  | -                  | -                  | 0                  | -                  | -                  | 0                  | -                  | 0                  | -                  | -                  | 1                  |
| 23e                | Aaron Burkart        | -                  | -                  | -                  | 1                  | -                  | 0                  | -                  | -                  | 0                  | -                  | 0                  | 0                  | -                  | 1                  |

| Couleur | Résultat                                                         |
| ------- | ---------------------------------------------------------------- |
| Or      | Vainqueur                                                        |
| Argent  | 2e place                                                         |
| Bronze  | 3e place                                                         |
| Vert    | Classé, dans les points                                          |
| Bleu    | Classé, hors des points Non classé (Nc.)                         |
| Mauve   | Abandon (Ab.) Retrait (Re.)                                      |
| Noir    | Disqualifié (Dq.)                                                |
| Blanc   | N'a pas pris le départ (Np.) Forfait (Forf.) Épreuve annulée (A) |
| Aucune  | N'a pas participé (-)                                            |

### Classement constructeurs
| Classement constructeurs | Classement constructeurs           | Classement constructeurs | Classement constructeurs | Classement constructeurs | Classement constructeurs | Classement constructeurs | Classement constructeurs | Classement constructeurs | Classement constructeurs | Classement constructeurs | Classement constructeurs | Classement constructeurs | Classement constructeurs | Classement constructeurs | Classement constructeurs |
| Rang                     | Équipe                             | Rallyes                  | Rallyes                  | Rallyes                  | Rallyes                  | Rallyes                  | Rallyes                  | Rallyes                  | Rallyes                  | Rallyes                  | Rallyes                  | Rallyes                  | Rallyes                  | Rallyes                  | Total points             |
| Rang                     | Équipe                             | SUE                      | MEX                      | JOR                      | TUR                      | NZL                      | POR                      | BUL                      | FIN                      | GER                      | JPN                      | FRA                      | ESP                      | GBR                      | Total points             |
| ------------------------ | ---------------------------------- | ------------------------ | ------------------------ | ------------------------ | ------------------------ | ------------------------ | ------------------------ | ------------------------ | ------------------------ | ------------------------ | ------------------------ | ------------------------ | ------------------------ | ------------------------ | ------------------------ |
| 1er                      | Citroën Total World Rally Team     | 30                       | 31                       | 40                       | 25                       | 30                       | 33                       | 43                       | 33                       | 43                       | 37                       | 43                       | -                        | -                        | 388                      |
| 2e                       | BP Ford Abu Dhabi World Rally Team | 40                       | 27                       | 20                       | 24                       | 40                       | 12                       | 22                       | 25                       | 12                       | 28                       | 27                       | -                        | -                        | 277                      |
| 3e                       | Citroën Junior Team                | 14                       | 18                       | 16                       | 27                       | -                        | 31                       | 19                       | 20                       | 23                       | 15                       | 10                       | -                        | -                        | 193                      |
| 4e                       | Stobart M-Sport Ford Rally Team    | 14                       | 14                       | 16                       | 12                       | 18                       | 10                       | 14                       | 10                       | 10                       | 12                       | 10                       | -                        | -                        | 140                      |
| 5e                       | Munchi's Ford World Rally Team     | -                        | 8                        | 8                        | 10                       | 6                        | 8                        | -                        | -                        | -                        | 6                        | 8                        | -                        | -                        | 54                       |